# Proendliche Vervollständigung
Im mathematischen Teilgebiet der Gruppentheorie ist die proendliche Vervollständigung eine Konstruktion, mit der die Informationen über alle endlichen Faktorgruppen einer Gruppe zusammengefasst werden können.

## Definition
Für eine (diskrete) Gruppe {\displaystyle G} betrachtet man das inverse System {\displaystyle \left\{G/\Gamma \right\}_{\Gamma }}, wobei {\displaystyle \Gamma } über alle Normalteiler {\displaystyle \Gamma \subset G} von endlichem Index läuft und definiert dann die proendliche Vervollständigung {\displaystyle {\widehat {G}}} von {\displaystyle G} als den inversen Limes dieses Systems
{\displaystyle {\widehat {G}}=\varprojlim G/\Gamma }
in der Kategorie der topologischen Gruppen.

## Universelle Eigenschaft
Die proendliche Vervollständigung {\displaystyle {\widehat {G}}} ist eine proendliche Gruppe.
Der natürliche Homomorphismus {\displaystyle i\colon G\to {\widehat {G}}} hat die folgende universelle Eigenschaft: für jeden Homomorphismus {\displaystyle f\colon G\to H} in eine proendliche Gruppe {\displaystyle H} gibt es einen stetigen Homomorphismus {\displaystyle {\hat {f}}\colon {\widehat {G}}\to H} mit {\displaystyle f={\hat {f}}\circ i}.

## Weitere Eigenschaften
- Wenn {\displaystyle G} endlich erzeugt ist, dann ist jede Untergruppe von endlichem Index {\displaystyle H\subset {\widehat {G}}} offen und {\displaystyle {\widehat {\widehat {G}}}={\widehat {G}}}.[1]
- Wenn {\displaystyle G} endlich erzeugt ist, dann gilt für jede endliche Gruppe {\displaystyle H}

{\displaystyle \mathrm {Hom} ({\widehat {G}},H)=\mathrm {Hom} (G,H)}.
- Für eine Gruppe {\displaystyle G} bezeichne {\displaystyle Q(G)} die Menge aller endlichen Faktorgruppen von {\displaystyle G}. Dann gilt für endlich erzeugte Gruppen {\displaystyle G} und {\displaystyle H}:

{\displaystyle {\widehat {G}}\simeq {\widehat {H}}\Longleftrightarrow Q(G)=Q(H)}.

## Beispiele
- → Hauptartikel: Proendliche Zahl

Die proendliche Vervollständigung der Gruppe der ganzen Zahlen {\displaystyle \mathbb {Z} } ist
{\displaystyle {\widehat {\mathbb {Z} }}=\varprojlim \mathbb {Z} /n\mathbb {Z} }.
Sie ist isomorph zum Produkt der p-adischen Zahlen über alle Primzahlen {\displaystyle p}:
{\displaystyle {\widehat {\mathbb {Z} }}\cong \Pi _{p}\mathbb {Z} _{p}}.
- Sei {\displaystyle G=\pi _{1}X} die Fundamentalgruppe einer komplexen projektiven Varietät. Dann ist {\displaystyle {\widehat {G}}} isomorph zur algebraischen Fundamentalgruppe von {\displaystyle X}:

{\displaystyle {\widehat {G}}\cong \pi _{1}^{alg}(X)}.
- Der natürliche Homomorphismus

{\displaystyle G\to {\widehat {G}}}
ist genau dann injektiv, wenn {\displaystyle G} residuell endlich ist. Residuell endliche Gruppen sind in zahlreichen Teilen der Mathematik von Bedeutung.